# تومویوکی کاتابیرا
تومویوکی کاتابیرا (انگلیسی: Tomoyuki Katabira؛ زادهٔ ۱۰ نوامبر ۱۹۹۳) بازیکن فوتبال اهل ژاپن است.